# Stan Lee et les Super-Humains
Stan Lee et les Super-Humains (Stan Lee's Superhumans) est une émission de télévision américaine composée de courts reportages, réalisés par Stan Lee, le scénariste original des bandes dessinées Marvel Comics (L'Incroyable Hulk, Spider-Man, Captain America, etc). Le reporter contorsionniste Daniel Browning Smith (en) part à la rencontres de personnes dotés de véritables super-pouvoirs.
En France, L'émission est diffusée sur RMC Découverte.

## Liste des épisodes
Saison 00 (2006)

Cet épisode Pilot a donné suite à la série
S00E01 - Pilot : Les Vrais Super Héros et la Quête d'un Futur Fantastique
Dans ce premier épisode : un homme capable de résister au plus grand froid, un peintre aveugle, une femme qui voit ce qu'elle entend, une calculatrice humaine.
Saison 01 (2010)

S01E01 - Electroman (Haute tension, Calculatrice humaine, Radar, Force herculéenne)
Daniel rend visite à Rajmohan Nair de Kollam en Inde, qui peut supporter d'être choqué par un courant 30 fois supérieur à ce qui peut tuer un homme ordinaire ; Scott Flansburg de San Diego, un « calculateur humain » qui peut effectuer des opérations arithmétiques complexes mentalement ; Juan Ruiz de Los Angeles, un homme aveugle qui peut voir le monde autour de lui comme les chauve-souris ; et Dennis Rogers de Houston, « l'homme le plus fort du monde ».
S01E02 - Coup fatal (As de la gâchette, Vague de chaleur, Guerrier ultime, Plouf)
Daniel rencontre Bob Munden de Las Vegas, le pistolero le plus rapide et le plus précis en vie ; Timo Kaukonen de Finlande, dont le corps peut supporter des températures proche de l'ébullition ; Shi Yan Ming, un moine Shaolin qui effectue le fameux « coup de poing d'un pouce » de Bruce Lee ; et Darren Taylor de Denver, qui peut survivre à un plongeon de 10 mètres dans 30 centimètres d'eau.
S01E03 - L'homme marteau (Marathonien de l'extrême, L'enclume humaine, L'orchestre humain, L'homme qui rêve le futur)
Dean Karnazes est un athlète hors du commun puisqu'il est capable de courir sur de très longues distances.
John Ferraro pense être aussi fort que Hulk et c'est pourquoi Daniel décide d'aller à sa rencontre afin de savoir si vraiment, il pourrait surpasser la force de l'homme vert. Selon notre homme, son crâne serait indestructible.
Kenny Muhammad est capable et ce en se servant juste de sa voix de reproduire un orchestre entier. Comment un simple homme peut-il être capable de produire des sons aussi variés ?
Daniel se rend maintenant en Écosse où il va rencontrer une personne qui pense pouvoir connaître le destin et donc prédire l'avenir. Christopher Robinson dit en effet être capable non seulement de voir ce qu'il se passera demain, mais également de changer l'avenir.
S01E04 - Le Spiderman indien (Dos d’âne, Jukebox humain, Roi des singes, L'homme qui ne connait pas la douleur)
Daniel rencontre Zamora le roi torture (alias Tim Cridland) de New York, qui s'embroche sans ressentir aucune douleur ou effusion de sang ; Derek Paravicini de Londres, en Angleterre, un aveugle autiste qui peut exactement recréer n'importe quel morceau de piano après l'avoir entendu une seule fois ; Jyoti Raj de Chitradurga en Inde qui peut escalader les murs avec une vitesse et une agilité incroyable ; et Tom Owen, de Birmingham, en Alabama, l'homme aux muscles les plus durs de la planète.
S01E05 - L'homme loup (Plongeur de l’extrême, Psychokinésie, L'Homme-Loup, Super équilibre)
Daniel rencontre Patrick Musimu, de Bonaire qui peut plonger à près de 200 mètres et retenir sa respiration pendant plus de 8 minutes ; Miroslaw Magola de Brighton, en Angleterre, qui présente des pouvoirs de télékinésie ; Shaun Ellis de Devon, en Angleterre, qui vit et communique avec les loups ; et Eskil Rønningsbakken de Trondheim, en Norvège, qui accomplit des exploits incroyables d'équilibre.
S01E06 - Mannequin test humain (Samouraï moderne, Le roi des abeilles, Évasion extrême, Mannequin de test humain)
Daniel rencontre Isao Machii de Osaka, un épéiste moderne avec ces compétences si précises qu'il peut couper une pastille ; Dr Norman Gary de Sacramento, en Californie, qui peut contrôler un essaim d'abeilles ; Steve Santini de Cornwall, en Ontario, au Canada qui maîtrise son corps face à un danger extrême ; Rusty Haight de Las Vegas, un crash test humain qui conduit lui-même dans des épaves de voitures à grande vitesse.
S01E07 - L’homme élastique (L’homme anti-venin, L’homme élastique, L'homme d'acier, L'homme volant)
Daniel rencontre Tim Friede de Fond du Lac, Wisconsin, qui se permet d'être mordu par des serpents venimeux pour la recherche médicale ; Dan Meyer de Hartselle, Alabama, qui est proclamé comme l'un des plus grands avaleurs de sabre dans le monde ; Garry « Stretch » Turner de Londres, en Angleterre dont la condition médicale rare lui donne la peau la plus extensible du monde ; et Yves Rossy de Genève, Suisse, qui vole avec une aile à réaction high-tech sur son dos qui est contrôlé par des mouvements précis de son corps.
S01E08 - Brise-mâchoires (Force G, Mâchoire d'acier, L'attaque à distance, Super mémoire)
Daniel rencontre Tom Cameron de Chicago, le « Human Stun Gun » qui concentre la puissance de son « Chi » pour porter des coups à distance ; Salim Haini de Marrakech, au Maroc, dont le courage gastronomique incroyable lui a valu le titre de « l'homme qui mange n'importe quoi » ; Ron White de Fort Worth, au Texas, qui avec son super mental arrive à mémoriser des informations complexes rapidement ; et Greg Poe, un pilote d'essai de la Floride qui prétend qu'il peut supporter jusqu'à 12G.
Saison 02 (2011)

S02E01 - L'homme indestructible (Incassable, Poigne de fer, Le Roi de la Flèche, La Bouche d'Incendie Humaine)
Stan Lee et Daniel Browning Smith rencontrent Hu Qiong, un moine Shaolin invincible, Chad un homme capable de porter une voiture, ainsi qu'un champion de tir à l'arc et un homme capable de boire 4 litres d'eau d'un coup.
S02E02 - Le maître des requins (L'homme ressort, l'homme aux tibias d'acier, l'homme singe, le maître des requins)
Daniel va au Wisconsin pour rencontrer Aaron Evans qui est appelé « Le Printemps », qui pourrait être le plus grand cavalier dans le monde ; Melchor Menor, les « Shins of Steel » (« Tibias d'acier ») qui peut briser des battes de base-ball avec un seul coup.
Mike Rutzen qui nage en apnée au milieu des requins féroces et Ito Kenichi, un spécialiste de sprint à quatre pattes qui défie toutes les normes de la biologie humaine.
S02E03 - Le virtuose du yoyo (Le générateur humain, l'homme au cou de titan, le virtuose du yoyo, androïde humain)
Daniel part à la rencontre d'Hiro Suzuki, un expert du yoyo. Grâce à l'utilisation de caméras slow-motion, vous comprendrez les prouesses techniques qu'il réalise en repoussant les limites de la vitesse. John Evans, lui, possède un cou doué d'une force exceptionnelle : voiture, bateau, rien n'est trop lourd pour lui.
S02E04 - Le vélo de l'éclair (Poings d'acier, mémoire d'éléphant, le vélo de l'éclair, la voix de Stentor)
Au Canada, ils y rencontrent Pat Poviliatis, un homme aux mains suffisamment solides pour résister aux mâchoires meurtrières d'un piège en acier, Sam Whittingham, constructeur du vélo le plus rapide du monde (120km/h). Ils croisent aussi Annalisa Flanagan, connue pour sa voix exceptionnellement forte, au point de causer des catastrophes.
S02E05 - Le bouclier humain (Les mâchoires d'acier, le bouclier humain, Mr balistique, l'homme fusée)
Rene Richter prétend avoir les dents les plus solides de la planète. Sa force réside en réalité dans sa mâchoire. Kirby Roy a passé sa vie à essayer de devenir insensible à la douleur grâce à la pratique d’un art martial. Quant à Eric Scott, c'est le meilleur pilote de "jetpack" ou réacteur dorsal, et le démontre en survolant un lac avec seulement 30 secondes de carburant.
S02E06 - Les paupières d'acier (L'ouragan, l'homme aux paupières d'acier, la main éclaire, le maître du nunchaku)
Daniel Browning Smith est à Las Vegas pour rencontrer Brian Jackson qui gonfle une bouilloire jusqu'à ce qu'elle explose. Daniel présente Brian à un pneumologue pour mesurer la puissance de sortie et la pression de ses poumons. Il se rend à Kuala Lumpur pour rencontrer Lu qui peut tirer une voiture avec ses paupières ; et un homme qui peut facilement attraper des objets tiré d'un canon, puis Hiroki, un maître nunchaku qui peut frapper une balle de baseball les yeux bandés avec son nunchaku.
S02E07 - La femme araignée (L'homme de la montagne, le fabricant de toile, la femme araignée, l'homme anti-gravité)
Sherpa, Rita, a escaladé l'Everest dix fois sans avoir besoin d'oxygène supplémentaire, normalement vital à très haute altitude. Tori Allen, élevé parmi des singes, est aussi leste que Spiderman. Un homme a trouvé un moyen de copier la toile d'araignée, ce matériau extrêmement résistant, grâce au lait de chèvre.
S02E08 - Le mentaliste animalier
Un homme affirme être à l'abri du venin des scorpions ; un autre est capable de mettre n'importe quel animal dans un état de transe en utilisant la force de son esprit.
S02E09 - L'homme fusée (L'homme cinétique, l'homme fusée, moulin à paroles, l'antidouleur)
Dirk Auer prétend pouvoir atteindre des vitesses faramineuses avec son sac à dos fusée.
S02E10 - L'homme au bras de fer (L'homme au bras de fer, l'homme roller, Jack le couteau, le bulldozer humain)
Matthius Schlitte est né avec le syndrome de Protée, lui donnant un bras beaucoup plus gros que l'autre. Il a utilisé cette différence génétique comme un don, et s'est transformé en un lutteur surpuissant, capable de battre les hommes de deux fois sa taille.
S02E11 - L'homme oiseau (les mains de feu, la course à reculons, ice-man, l'homme oiseau)
Stan et Daniel partent à la rencontre de Yokke Sommer l'homme oiseau, Ram Barkai immunisé contre le froid des fjords nordiques, Roland Wagner champion de course "en arrière" et enfin Maître Zhou capable de faire bouillir de l'eau grâce à la chaleur de ses mains !
S02E12 - L'œil de lynx (L'œil de lynx, l'homme dauphin, l'aimant humain, la boite à outils humain)
Daniel se rend en Sardaigne pour rencontrer l'apnéiste Stig Severinsen, capable de retenir sa respiration pendant plus de vingt minutes. Il rend également visite à Alex Levit, né aveugle, mais qui se comporte comme un voyant, à Mikhail Vasiliev, dont le corps à la capacité d'attirer des objets comme un aimant, puis à Brad Byers qui insère des objets dangereux dans son nez.
S02E13 - L'homme aux doigts d'acier (Plongeur de l'extrême, cascadeur de l'extrême, l'homme qui marche à l'envers, le doigts d'acier)
A Kuala Lumpur, Daniel rencontre Ho qui est capable de casser une noix de coco avec son index ; et un autre personnage étonnant qui démontre qu'on peut pivoter ses jambes à 180 degrés et marcher vers l'avant.

## Autour de cette émission
Dans une démarche de vérification des faits, certains épisodes ont été discutés sur le forum spécialisé HoaxBuster.